# Monti Pelati e Torre Cives
Monti Pelati e Torre Cives este o arie protejată (arie specială de conservare — SAC, sit de importanță comunitară — SCI) din Italia întinsă pe o suprafață de 145 ha, integral pe uscat.

## Localizare
Centrul sitului Monti Pelati e Torre Cives este situat la coordonatele 45°24′57″N 7°44′36″E / 45.4158°N 7.7433°E.

## Înființare
Situl Monti Pelati e Torre Cives a fost declarat sit de importanță comunitară în septembrie 1995 pentru a proteja 12 specii de animale. Situl a fost protejat și ca arie specială de conservare în iulie 2016.

## Biodiversitate
Situată în ecoregiunea alpină, aria protejată conține 6 habitate naturale: Pajiști uscate europene, Fânețe de joasă altitudine (Alopecurus pratensis, Sanguisorba officinalis), Păduri aluvionare cu Alnus glutinosa și Fraxinus excelsior (Alno-Padion, Alnion incanae, Salicion albae), Pajiști cu Molinia pe soluri calcaroase, turboase sau argilos-nămoloase (Molinion caeruleae), Pajiști uscate seminaturale și facies de acoperire cu tufișuri pe substraturi calcaroase (Festuco-Brometalia) (* situri importante pentru orhidee), Pajiști calaminariene cu Violetalia calaminariae.
La baza desemnării sitului se află mai multe specii protejate de  păsări (12): fâsă-de-câmp (Anthus campestris), acvilă de munte (Aquila chrysaetos), șerpar (Circaetus gallicus), erete de stuf (Circus aeruginosus), presură de munte (Emberiza cia), presură de grădină (Emberiza hortulana), șoim călător (Falco peregrinus), ciocârlie de pădure (Lullula arborea), gaia neagră (Milvus migrans), gaia roșie (Milvus milvus), potârniche (Perdix perdix), viespar (Pernis apivorus)
Pe lângă speciile protejate, pe teritoriul sitului au mai fost identificate 1 specie de amfibieni, 1 specie de mamifere, 2 specii de nevertebrate, 1 specie de reptile.